# Músculo esplênio cervical
O músculo esplênio do pescoço (português brasileiro) ou músculo esplénio cervical (português europeu) é um músculo do dorso.
Tem origem nos processos espinhosos de T3 a T6 e insere-se nos tubérculos dos processos espinhosos de C I a C III ou C IV. Atua em conjunto com o músculo esplênio da cabeça para estender a cabeça e rotacioná-la homolateralmente.